# Potters Corner
Potters Corner är en by i Kent i England. Byn är belägen 20,4 km 
från Canterbury. Orten har 610 invånare (2015).

### Fotnoter
1. ↑  ”Distance from POTTERS CORNER [TQ992447”]. GENUKI. http://www.genuki.org.uk/cgi-bin/howfar?CCC=KEN,FROMGR=TQ992447,FROMPN=POTTERS%20CORNER. Läst 10 juli 2017.[död länk]
2. ↑  ”Potters Corner”. City Population. https://citypopulation.de/php/uk-england-southeastengland.php?cityid=E35000887. Läst 10 juli 2017.